# România la Concursul Muzical Eurovision 2019
România va participa la Concursul Muzical Eurovision 2019. Piesa care va reprezenta România pe scena Expo Tel Aviv va fi decisă în finala Selecției Naționale organizată de Televiziunea Română (TVR).

## Context
Înainte de ediția din 2019, România a participat de 19 ori la Concursul Muzical Eurovision de la prima sa intrare în 1994. Cea mai bună poziție în concurs, până acum, a fost locul 3, pe care România l-a obținut în două ocazii: în 2005 cu piesa „Let Me Try”, interpretată de Luminița Anghel și Sistem, respectiv în 2010 cu piesa „Playing with Fire”, interpretată de Paula Seling și Ovi. În 2018, România nu a reușit să se califice în finală, plasându-se pe locul 11 în a doua semifinală cu piesa „Goodbye”, interpretată de The Humans. Aceasta a marcat prima dată când România nu s-a calificat în finala concursului de la introducerea semifinalelor în 2004.

## Înainte de Eurovision

### Selecția Națională 2019
TVR a confirmat participarea României la Eurovision 2019 pe 20 septembrie 2018.

#### Piese concurente
TVR a deschis perioada de înscrieri pentru Selecția Națională 2019 pe 9 noiembrie. Până pe 10 decembrie, ultima zi a înscrierilor, 126 de piese au fost înscrise în concurs. Cei 24 de semifinaliști au fost anunțați pe 20 decembrie, aleși de un juriu de specialitate format din 11 membri, după cum urmează:
- Bogdan Pavlică – realizator de emisiuni la Radio România Actualități;
- Felix Crainicu – realizator de emisiuni la Radio România Actualități;
- Răzvan Popescu – realizator de emisiuni la Radio ZU;
- Oliver Simionescu – DJ la Kiss FM;
- Horea Ghibuțiu – jurnalist muzical la unsitedemuzică.ro;
- Dragoș Vulgaris – jurnalist muzical la ProFM și Chill FM;
- Bogdan Miu – jurnalist muzical și realizator de emisiuni la DigiFM;
- George Balint – jurnalist muzical la Realitatea Muzicală;
- Andreea Remețan – realizator de emisiuni la Virgin Radio România;
- Liana Stanciu – jurnalist muzical la TVR;
- Gabriel Scîrlet – director muzical al TVR.

Pe 2 ianuarie, Dan Bittman și-a anunțat retragerea de la Selecția Națională 2019, motivând aceasta prin faptul că în perioada semifinalelor nu se va afla în țară. În calitate de organizator, TVR și-a rezervat opțiunea de a oferi câte un wild card în fiecare etapă a Selecției. Până pe 10 ianuarie, organizatorii au primit nouă solicitări de wild card. Dintre acestea, „Army of Love”, interpretată de Bella Santiago, și „Renegades”, interpretată de Linda Teodosiu, au fost selectate pentru a accede în semifinale alături de celelalte piese calificate din preselecție. După anunțul oficial privind cele două wild carduri, Mihai Trăistariu s-a retras din competiție, invocând pretinsa lipsă de obiectivitate din partea organizatorilor Eurovision România și presupusa favorizare a unora dintre concurenți ca principale motive.
     Retras
     Wild card
| Artist                             | Cântec                      | Limbă             | Muzică (m)/Versuri (v) |
| ---------------------------------- | --------------------------- | ----------------- | --- |
| 2 Gents                            | „Ielele”                    | Engleză, română   | Alexandru Ioan Antonescu (m/v), Cătălin Tamazlicaru (m), Ciprian Rogojan (m), Doru Todoruț (m)                                          |
| Aldo Blaga                         | „Your Journey”              | Engleză           | Aldo Blaga (m/v), Olivier Bassil (m/v), Nicoleta Roman (v)                                                                              |
| Bella Santiago                     | „Army of Love”              | Engleză, tagalog  | Resciebelle Barrios Santiago (m/v), Alex Luft (m/v)                                                                                     |
| Berniceya                          | „The Call: Dynasty of Love” | Engleză           | Florin Chitiul (m/v) |
| Claudiu Mirea                      | „We Are the Ones”           | Engleză           | Mihai Ogășanu (m), Claudiu Mirea (m/v)                                                                                                  |
| Dan Bittman                        | „Pierd”                     | Română            | |
| DYA & Lucian Colareza              | „Without You (Sin ti)”      | Engleză, spaniolă | Sergi Gascon (m/v), Daniel Andrés Giraldo Mazo (v)                                                                                      |
| Echoes                             | „High Heels On”             | Engleză           | Liviu Elekes (m), Claudiu Dănăilă (m/v), Pavel Petricenco (v)                                                                           |
| Ester Peony                        | „On a Sunday”               | Engleză           | Ester Alexandra Crețu (m), Alexandru Șerbu (m), Ioana Victoria Badea (v)                                                                |
| Georgy                             | „Tears”                     | Engleză           | Valentin Muntean (m), Claire (v) |
| Johnny Bădulescu                   | „Give Up Now”               | Engleză           | Rob Price (m/v) |
| Laura Bretan                       | „Dear Father”               | Engleză           | Mihai Alexandru (m), Alexa Niculae (v)                                                                                                  |
| Letiția Moisescu & Sensibil Balkan | „D A I N A”                 | Engleză           | Mihai Ogășanu (m), Marian Enache (m), Roni-Cristiana Cazacu (v), Letiția Moisescu (v)                                                   |
| Linda Teodosiu                     | „Renegades”                 | Engleză           | Jonas Thander (m), Rachel Suter (v), Frank Giustra (v)                                                                                  |
| M I H A I                          | „Baya”                      | Engleză           | Mihai Trăistariu (m/v), Michael James Down (m/v), William Taylor (m/v)                                                                  |
| Nicola                             | „Weight of the World”       | Engleză           | Michael James Down (m/v), Will Taylor (m/v), Jonas Gladnikoff (m/v)                                                                     |
| Olivier Kaye                       | „Right Now”                 | Engleză           | Ovidiu Jacobsen (m/v), Shani Kfir (m/v), Rasmus Bosse (m)                                                                               |
| Ommieh x Anakrisez                 | „Rock This Way”             | Engleză           | Eduard Cîrcotă (m), Alexandru Bugan (v)                                                                                                 |
| Steam                              | „The Way It Goes”           | Engleză           | Sorin Cotorceanu (m/v), Mihai Iulian Rapeanu (m)                                                                                        |
| Teodora Dinu                       | „Skyscraper”                | Engleză           | Udo Mechels (m/v), Laila Samuelsen (m/v), Jonas Brøgger Filtenborg (m/v)                                                                |
| The Four                           | „Song of My Heart”          | Engleză           | Theea Miculescu (m/v), Cătălin Dascălu (m/v)                                                                                            |
| TMW                                | „Make Me Your Man”          | Engleză           | Adrian Câmpurean (m/v), Adrian-Radu Rusu (m), Eduard Cîrcotă (m)                                                                        |
| Trooper                            | „Destin”                    | Română            | Aurelian Dincă (m/v) |
| Vaida                              | „Underground”               | Engleză           | Hanif Sabzevari (m/v), Michael James Down (m/v), Will Taylor (m/v), Tonje Gjevjon (m/v)                                                 |
| Xandra                             | „Independent”               | Engleză           | Alex Luft (m/v), Eduard Santha (m/v), Denisa Demian (m/v), Alexandra Sipoș (m/v)                                                        |
| Xonia                              | „Discrete”                  | Engleză           | Leticia Ascencio (m/v), John Scott Mulchaey (m/v), Edilberto Méndez (m/v), Rebecca Kathleen Creighton (m/v), George-Emanuel Călin (m/v) |

În premieră, Selecția Națională va avea un juriu național pentru semifinale și unul internațional pentru finala competiției. Din juriul național fac parte:
- Adi Cristescu – cântăreț și compozitor;
- Mihai Georgescu (Miță) – compozitor, textier, cântăreț, profesor de canto și fondatorul trupei Bere Gratis;
- Crina Mardare – cântăreață și vocal coach;
- Andy Platon – compozitor, producător și DJ;
- Mugurel Vrabete – basistul trupei Holograf.

#### Show-uri
Organizarea show-urilor Eurovision România în afara studiourilor de la București a devenit deja o tradiție pentru TVR, iar ediția din 2019 nu este o excepție, cele două semifinale fiind găzduite de două orașe din vestul și estul țării. Prima semifinală a avut loc pe 27 ianuarie, în Sala Polivalentă din Iași. A doua semifinală s-a desfășurat pe 10 februarie, în Sala Sporturilor „Victoria” din Arad. Marea finală a avut loc pe 17 februarie și a fost găzduită de București. Evenimentele au fost transmise în direct de TVR, sub sloganul „Împlinește visul!”.
| Semifinala 1                      | IașiAradBucurești           |
| 27 ianuarie 2018                  | IașiAradBucurești           |
| Sala Polivalentă, Iași            | IașiAradBucurești           |
|                                   | IașiAradBucurești           |
| Semifinala 2                      | Finala                      |
| 10 februarie 2018                 | 17 februarie 2019           |
| Sala Sporturilor „Victoria”, Arad | Sala Polivalentă, București |
|                                   |                             |

##### Semifinala 1
11 piese au concurat în prima semifinală organizată la Iași. Dintre acestea, cinci au fost selectate de juriu pentru a accede în marea finală. În urma televotingului, piesa „Underground”, interpretată de Vaida, a obținut un loc în finală. Show-ul, prezentat de Aurelian Temișan și Ilinca Avram, a fost deschis de trupa The Sky Dance Company, marcând, printr-o coregrafie specială, a 20-a participare a României la Eurovision. Spectacolul s-a încheiat cu recitalul Iulianei Beregoi.
     Calificat de juriu
     Calificat de telespectatori
| Semifinala 1 – 27 ianuarie 2019 | Semifinala 1 – 27 ianuarie 2019 | Semifinala 1 – 27 ianuarie 2019 | Semifinala 1 – 27 ianuarie 2019 | Semifinala 1 – 27 ianuarie 2019 | Semifinala 1 – 27 ianuarie 2019 | Semifinala 1 – 27 ianuarie 2019 | Semifinala 1 – 27 ianuarie 2019 |
| #                               | Artist                          | Cântec                          | Juriu                           | Juriu                           | Televot                         | Televot                         | Rezultat                        |
| #                               | Artist                          | Cântec                          | Voturi                          | Loc                             | Voturi                          | Loc                             | Rezultat                        |
| ------------------------------- | ------------------------------- | ------------------------------- | ------------------------------- | ------------------------------- | ------------------------------- | ------------------------------- | ------------------------------- |
| 1                               | Trooper                         | „Destin”                        |                                 |                                 | —                               | —                               | Avansat                         |
| 2                               | Berniceya                       | „The Call: Dynasty of Love”     |                                 |                                 | 104                             | 6                               | Eliminat                        |
| 3                               | Ommieh x Anakrisez              | „Rock This Way”                 |                                 |                                 | 262                             | 4                               | Eliminat                        |
| 4                               | Teodora Dinu                    | „Skyscraper”                    |                                 |                                 | —                               | —                               | Avansat                         |
| 5                               | Dya & Lucian Colareza           | „Without You (Sin ti)”          |                                 |                                 | —                               | —                               | Avansat                         |
| 6                               | Nicola                          | „Weight of the World”           |                                 |                                 | 255                             | 5                               | Eliminat                        |
| 7                               | Steam                           | „The Way It Goes”               |                                 |                                 | 394                             | 3                               | Eliminat                        |
| 8                               | Vaida                           | „Underground”                   |                                 |                                 | 1825                            | 1                               | Avansat                         |
| 9                               | Claudiu Mirea                   | „We Are the Ones”               |                                 |                                 | —                               | —                               | Avansat                         |
| 10                              | The Four                        | „Song of My Heart”              |                                 |                                 | 661                             | 2                               | Eliminat                        |
| 11                              | Bella Santiago                  | „Army of Love”                  |                                 |                                 | —                               | —                               | Avansat                         |

##### Semifinala 2
Cu patru zile înainte de semifinala de la Arad, Xandra s-a retras din competiție. Al doilea show al ediției din 2019 a avut loc în Sala Sporturilor „Victoria” din Arad. Ordinea intrării în concurs a fost stabilită de echipa de producție. Criteriile care au stat la baza acesteia țin de conceptul show-ului, regizorul Dan Manoliu alternând, în desfășurătorul semifinalei, genurile abordate de concurenți. La finalul concursului, cântărețul italian Alessandro Canino a susținut un recital alături de trupa Hit Italy.
     Calificat de juriu
     Calificat de telespectatori
| Semifinala 2 – 10 februarie 2019 | Semifinala 2 – 10 februarie 2019   | Semifinala 2 – 10 februarie 2019 | Semifinala 2 – 10 februarie 2019 | Semifinala 2 – 10 februarie 2019 | Semifinala 2 – 10 februarie 2019 | Semifinala 2 – 10 februarie 2019 | Semifinala 2 – 10 februarie 2019 |
| #                                | Artist                             | Cântec                           | Juriu                            | Juriu                            | Televot                          | Televot                          | Rezultat                         |
| #                                | Artist                             | Cântec                           | Voturi                           | Loc                              | Voturi                           | Loc                              | Rezultat                         |
| -------------------------------- | ---------------------------------- | -------------------------------- | -------------------------------- | -------------------------------- | -------------------------------- | -------------------------------- | -------------------------------- |
| 1                                | 2 Gents                            | „Ielele”                         |                                  |                                  | 295                              | 2                                | Eliminat                         |
| 2                                | Georgy                             | „Tears”                          |                                  |                                  | 191                              | 4                                | Eliminat                         |
| 3                                | Olivier Kaye                       | „Right Now”                      |                                  |                                  | —                                | —                                | Avansat                          |
| 4                                | Xonia                              | „Discrete”                       |                                  |                                  | 154                              | 5                                | Eliminat                         |
| 5                                | TMW                                | „Make Me Your Man”               |                                  |                                  | 254                              | 3                                | Eliminat                         |
| 6                                | Johnny Bădulescu                   | „Give Up Now”                    |                                  |                                  | 142                              | 6                                | Eliminat                         |
| 7                                | Echoes                             | „High Heels On”                  |                                  |                                  | 141                              | 7                                | Eliminat                         |
| 8                                | Aldo Blaga                         | „Your Journey”                   |                                  |                                  | 539                              | 1                                | Avansat                          |
| 9                                | Letiția Moisescu & Sensibil Balkan | „D A I N A”                      |                                  |                                  | —                                | —                                | Avansat                          |
| 10                               | Laura Bretan                       | „Dear Father”                    |                                  |                                  | —                                | —                                | Avansat                          |
| 11                               | Ester Peony                        | „On a Sunday”                    |                                  |                                  | —                                | —                                | Avansat                          |
| 12                               | Linda Teodosiu                     | „Renegades”                      |                                  |                                  | —                                | —                                | Avansat                          |

##### Finala
| Finala – 17 februarie 2019 | Finala – 17 februarie 2019         | Finala – 17 februarie 2019 | Finala – 17 februarie 2019 | Finala – 17 februarie 2019 | Finala – 17 februarie 2019 | Finala – 17 februarie 2019 | Finala – 17 februarie 2019 |
| #                          | Artist                             | Cântec                     | Juriu                      | Televot                    | Televot                    | Total                      | Loc                        |
| #                          | Artist                             | Cântec                     | Juriu                      | Voturi                     | Puncte                     | Total                      | Loc                        |
| -------------------------- | ---------------------------------- | -------------------------- | -------------------------- | -------------------------- | -------------------------- | -------------------------- | -------------------------- |
| 1                          | Linda Teodosiu                     | „Renegades”                | 36                         |                            | 6                          | 42                         | 4                          |
| 2                          | Olivier Kaye                       | „Right Now”                | 26                         |                            | 1                          | 27                         | 8                          |
| 3                          | Laura Bretan                       | „Dear Father”              | 48                         |                            | 12                         | 60                         | 2                          |
| 4                          | Teodora Dinu                       | „Skyscraper”               | 7                          |                            | 0                          | 7                          | 12                         |
| 5                          | Claudiu Mirea                      | „We Are the Ones”          | 19                         |                            | 0                          | 19                         | 9                          |
| 6                          | Aldo Blaga                         | „Your Journey”             | 10                         |                            | 4                          | 14                         | 10                         |
| 7                          | Ester Peony                        | „On a Sunday”              | 62                         |                            | 3                          | 65                         | 1                          |
| 8                          | Letiția Moisescu & Sensibil Balkan | „D A I N A”                | 35                         |                            | 5                          | 40                         | 5                          |
| 9                          | Bella Santiago                     | „Army of Love”             | 50                         |                            | 8                          | 58                         | 3                          |
| 10                         | Trooper                            | „Destin”                   | 19                         |                            | 10                         | 29                         | 7                          |
| 11                         | Dya & Lucian Colareza              | „Without You (Sin ti)”     | 8                          |                            | 2                          | 10                         | 11                         |
| 12                         | Vaida                              | „Underground”              | 28                         |                            | 7                          | 35                         | 6                          |

| Voturile juriului internațional | Voturile juriului internațional | Voturile juriului internațional | Voturile juriului internațional | Voturile juriului internațional | Voturile juriului internațional | Voturile juriului internațional | Voturile juriului internațional | Voturile juriului internațional |
| #                               | Cântec                          | W. Lee Adams                    | D. Aderemi                      | A. Calancea                     | Ș. Cazan                        | T. Eshkoli                      | E. de Forest                    | Total                           |
| ------------------------------- | ------------------------------- | ------------------------------- | ------------------------------- | ------------------------------- | ------------------------------- | ------------------------------- | ------------------------------- | ------------------------------- |
| 1                               | „Renegades”                     | 2                               | 6                               | 8                               | 8                               | 6                               | 6                               | 36                              |
| 2                               | „Right Now”                     |                                 | 2                               | 6                               | 5                               | 5                               | 8                               | 26                              |
| 3                               | „Dear Father”                   | 6                               | 4                               | 12                              | 7                               | 7                               | 12                              | 48                              |
| 4                               | „Skyscraper”                    |                                 | 5                               |                                 |                                 | 2                               |                                 | 7                               |
| 5                               | „We Are the Ones”               | 1                               | 3                               | 4                               | 4                               | 3                               | 4                               | 19                              |
| 6                               | „Your Journey”                  | 3                               |                                 | 1                               | 1                               |                                 | 5                               | 10                              |
| 7                               | „On a Sunday”                   | 12                              | 12                              | 7                               | 12                              | 12                              | 7                               | 62                              |
| 8                               | „D A I N A”                     | 8                               | 7                               | 3                               | 6                               | 8                               | 3                               | 35                              |
| 9                               | „Army of Love”                  | 10                              | 10                              | 10                              | 10                              | 10                              |                                 | 50                              |
| 10                              | „Destin”                        | 5                               |                                 | 5                               | 3                               | 4                               | 2                               | 19                              |
| 11                              | „Without You (Sin ti)”          | 4                               | 1                               |                                 | 2                               |                                 | 1                               | 8                               |
| 12                              | „Underground”                   | 7                               | 8                               | 2                               |                                 | 1                               | 10                              | 28                              |